# Bahía de Ana de Chaves
Bahía de Ana de Chaves (en portugués: Baía de Ana de Chaves) es un cuerpo de agua y un puerto de la ciudad capital de Santo Tomé en el país africano de Santo Tomé y Príncipe. En 2011, el gobierno de Santo Tomé y Príncipe otorgó una concesión a largo plazo para que la empresa petrolera angoleña Sonangol (estatal) controlara y desarrollara el puerto en el que Sonangol ha informado que se han invertido  30 millones de dólares estadounidenses para el desarrollo de una zona de libre comercio.